# My Eyes Don't Cry
Singles de Stevie Wonder
Get It
(1988) With Each Beat of My Heart
(1989)
My Eyes Don't Cry est une chanson de l'auteur-compositeur-interprète américain Stevie Wonder sortie en single en 1988 et issue de son album Characters.
Troisième extrait de l'album à paraître en single en 1988, il atteint la 6e position du classement Hot R&B songs.

## Contexte
Stevie Wonder produit son album Characters en 1987. My Eyes Don't Cry sort en mai 1988 et en est le troisième single, après Skeletons et You Will Know.
La chanson atteint le top 10 du Hot R&B songs mais n'entre pas au Billboard Hot 100. Elle est toutefois une chanson très populaire à Detroit où elle est régulièrement utilisée pour des sessions de Detroit hustle, une variante du hustle (en), et en devient un morceau de référence,.

### Formats
Le single sort en 45 tours, Maxi 45 tours, CD Single et cassette audio.
| My Eyes Don't Cry - 45 tours | My Eyes Don't Cry - 45 tours     | My Eyes Don't Cry - 45 tours | My Eyes Don't Cry - 45 tours | My Eyes Don't Cry - 45 tours | My Eyes Don't Cry - 45 tours | My Eyes Don't Cry - 45 tours | My Eyes Don't Cry - 45 tours | My Eyes Don't Cry - 45 tours | My Eyes Don't Cry - 45 tours |
| No                           | Titre                            | Auteur                       | Durée                        |                              |                              |                              |                              |                              |                              |
| ---------------------------- | -------------------------------- | ---------------------------- | ---------------------------- | ---------------------------- | ---------------------------- | ---------------------------- | ---------------------------- | ---------------------------- | ---------------------------- |
| 1.                           | My Eyes Don't Cry                | Stevie Wonder                | 4:30                         |                              |                              |                              |                              |                              |                              |
| 2.                           | My Eyes Don't Cry (instrumental) | Stevie Wonder                | 4:35                         |                              |                              |                              |                              |                              |                              |
| 9:05                         |                                  |                              |                              |                              |                              |                              |                              |                              |                              |

| My Love - Maxi 45 tours et CD | My Love - Maxi 45 tours et CD        | My Love - Maxi 45 tours et CD | My Love - Maxi 45 tours et CD | My Love - Maxi 45 tours et CD | My Love - Maxi 45 tours et CD | My Love - Maxi 45 tours et CD | My Love - Maxi 45 tours et CD | My Love - Maxi 45 tours et CD | My Love - Maxi 45 tours et CD |
| No                            | Titre                                | Auteur                        | Durée                         |                               |                               |                               |                               |                               |                               |
| ----------------------------- | ------------------------------------ | ----------------------------- | ----------------------------- | ----------------------------- | ----------------------------- | ----------------------------- | ----------------------------- | ----------------------------- | ----------------------------- |
| 1.                            | My Eyes Don't Cry (Extended Version) | Stevie Wonder                 | 6:30                          |                               |                               |                               |                               |                               |                               |
| 2.                            | My Eyes Don't Cry (Radio Edit)       | Stevie Wonder                 | 5:18                          |                               |                               |                               |                               |                               |                               |
| 3.                            | My Eyes Don't Cry (Dub Mix)          | Stevie Wonder                 | 7:21                          |                               |                               |                               |                               |                               |                               |
| 19:09                         |                                      |                               |                               |                               |                               |                               |                               |                               |                               |

| My Eyes Don't Cry - Cassette audio | My Eyes Don't Cry - Cassette audio   | My Eyes Don't Cry - Cassette audio | My Eyes Don't Cry - Cassette audio | My Eyes Don't Cry - Cassette audio | My Eyes Don't Cry - Cassette audio | My Eyes Don't Cry - Cassette audio | My Eyes Don't Cry - Cassette audio | My Eyes Don't Cry - Cassette audio | My Eyes Don't Cry - Cassette audio |
| No                                 | Titre                                | Auteur                             | Durée                              |                                    |                                    |                                    |                                    |                                    |                                    |
| ---------------------------------- | ------------------------------------ | ---------------------------------- | ---------------------------------- | ---------------------------------- | ---------------------------------- | ---------------------------------- | ---------------------------------- | ---------------------------------- | ---------------------------------- |
| 1.                                 | My Eyes Don't Cry (Extended Version) | Stevie Wonder                      | 6:30                               |                                    |                                    |                                    |                                    |                                    |                                    |
| 2.                                 | My Eyes Don't Cry (Radio Edit)       | Stevie Wonder                      | 5:18                               |                                    |                                    |                                    |                                    |                                    |                                    |
| 11:48                              |                                      |                                    |                                    |                                    |                                    |                                    |                                    |                                    |                                    |

### Crédits
- Stevie Wonder : voix, synthétiseurs, basse, percussions, cuivres
- Alexis England, Darryl Phinnessee, Dorian Holley (en), Keith John, Kevin Dorsey, Lynne Fiddmont, Melody McCully, Shirley Brewer : choeurs, kazoo

## Clip vidéo
Le clip vidéo est réalisé par Robert Townsend (en) et sort le 9 octobre 1988. Tourné au Guitar Center (en) de Hollywood, Chaka Khan y fait une apparition à la batterie.

## Classements
| Classement (1988)                 | Meilleure position |
| --------------------------------- | ------------------ |
| États-Unis (Hot Dance Club Songs) | 12                 |
| États-Unis (Billboard R&B Charts) | 6                  |
| Royaume-Uni (UK Singles Chart)    | 92                 |

## Reprises
Informations issues de SecondHandSongs, sauf mention complémentaire.
- Beata Przybytek (pl), sur Wonderland (2005)